# Amor International 1988
Die Amor International 1988 fanden vom 2. bis zum 3. April 1988 in Groningen statt.

## Finalergebnisse
| Disziplin    | Sieger                       | Finalist                              | Ergebnis           |
| ------------ | ---------------------------- | ------------------------------------- | ------------------ |
| Herreneinzel | Claus Overbeck               | Uun Santosa                           | 15-13, 15-5        |
| Dameneinzel  | Astrid van der Knaap         | Monique Hoogland                      | 11-6, 11-4         |
| Herrendoppel | Alex Meijer Pierre Pelupessy | Claus Overbeck Flemming Thomsen       | 15-3, 9-15, 15-9   |
| Damendoppel  | Eline Coene Erica van Dijk   | Monique Hoogland Astrid van der Knaap | 10-15, 15-7, 15-11 |
| Mixed        | Ron Michels Paula Rip-Kloet  | Randy Trieling Sonja Mellink          | 18-15, 15-8        |